# ЦБА
„ЦБА“ (на унгарски: CBA) е компания от Унгария с верига супермаркети, чийто брой надхвърля 5000.
Супермаркети „ЦБА“ има в следните страни: България, Гърция, Италия, Литва, Полша, Румъния, Словакия, Словения, Сърбия, Унгария, Хърватия, Черна гора и Чехия.

## ЦБА в България
Компанията „ЦБА България“ ООД е учредена на 23 юни 2003 г.
Понастоящем са отворени над 170 обекта в цялата страна. Има 8 регионални центъра: в Благоевград, Бургас, Велико Търново, Варна, Монтана, София, Стара Загора и Шумен.